# Kulm (Saalburg-Ebersdorf)

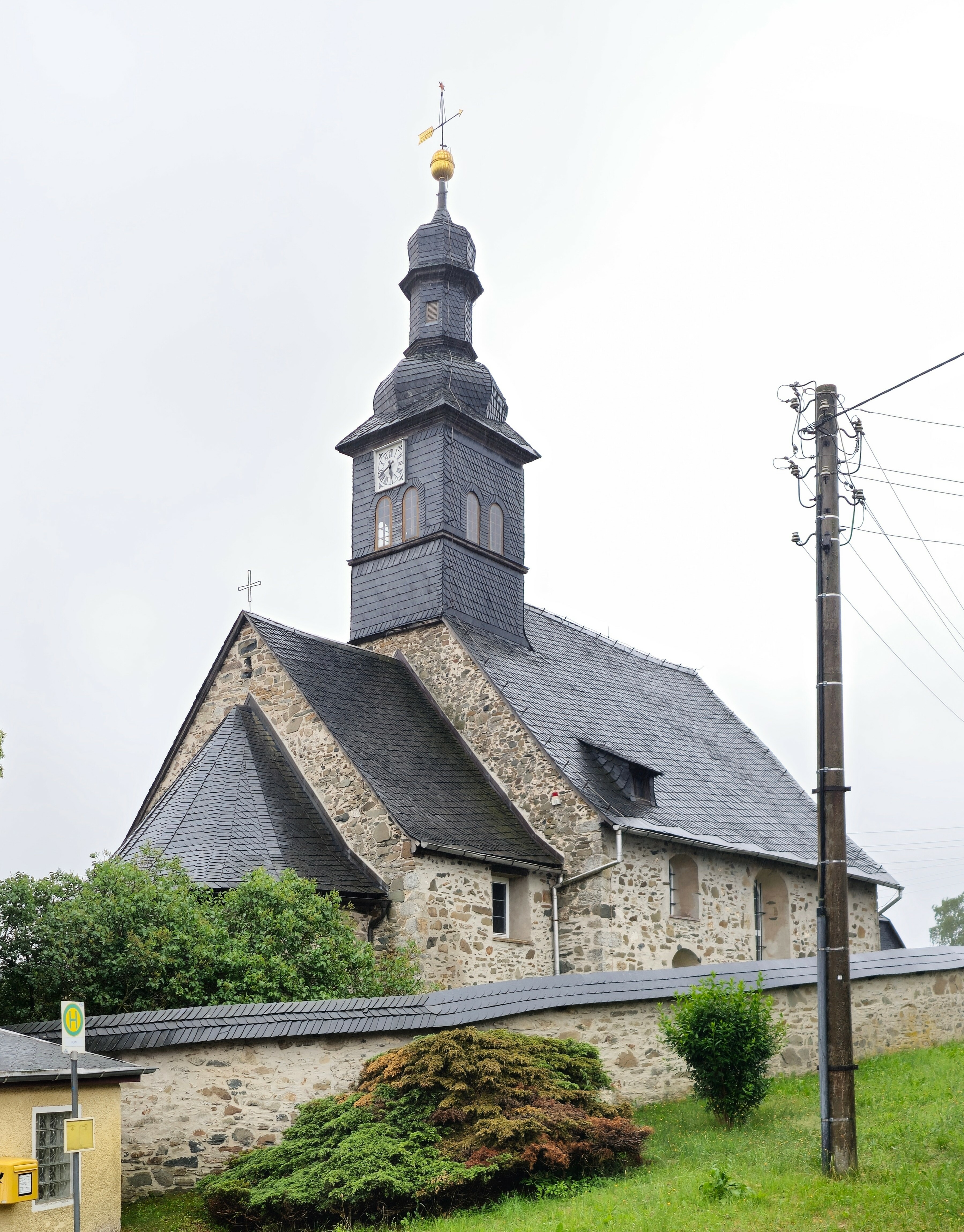
Kirche in Kulm

Kulm ist ein Ortsteil der Stadt Saalburg-Ebersdorf im Saale-Orla-Kreis in Thüringen.

## Geografie und Geologie
Hoch über der Stadt Saalburg liegt auf einem westlich abschüssigen Plateau mit 512,84 ha landwirtschaftlicher Nutzfläche des Südostthüringer Schiefergebirges das Bauerndorf Kulm. Der direkte verkehrsmäßige Anschluss an Saalburg ist mit einer stetig ansteigenden Straße gegeben. Auf den Anhöhen und den folgenden Hängen zum Bleilochstausee der Saale und seinen Buchten steht meist Wald. Der Ort Kulm liegt auf dem höchsten Punkt der Saalburger Umgegend. Nachbarorte sind südlich die Stadt Saalburg, westlich der Weiler Kloster, nördlich das Dorf Gräfenwarth und östlich der Ort Wernsdorf.
Mit der Linie 730 des Verkehrsunternehmens KomBus hat Kulm Anschluss an die Städte Schleiz und Tanna.

## Geschichte
1223 wurde Kulm bereits ersterwähnt. Im gleichen Jahr wurde die Kirche St. Georg gegründet. 1974 wurde Kulm zu Saalburg eingemeindet. 2016 wohnten 105 Personen im Ortsteil Kulm.
Von jeher prägte die Landwirtschaft den Ort. In jüngster Zeit wurde die günstige Lage zur Natur für Erholungssuchende interessant.

## Persönlichkeiten
- Friedrich Graesel (1837–1913), deutscher Bauerngutsbesitzer und Bürgermeister in Kulm und Abgeordneter in Reuß j.L.